# Autonomia oraria
L'autonomia oraria o endurance, a volte anche detta flight endurance, indica quanto tempo l’aeromobile può restare in volo indipendentemente dallo spazio percorso. La scelta di determinare la massima autonomia oraria (MAO) o la massima autonomia chilometrica, dipende esclusivamente da ciò che l’aeromobile deve compiere: si pensi ad esempio a una missione di ricognizione, in questo caso non si conosce lo spazio che il pilota deve seguire, pertanto risulta vantaggioso determinare quanto tempo questo potrà restare in volo. La massima autonomia oraria presenta il parametro del consumo specifico ma anche altri parametri presenti nella massima autonomia chilometrica, pertanto riconduco direttamente qui per affrontarli nello specifico. Resta dunque, in questa breve pagina, mettere a disposizione le formule utilizzate per determinare la massima autonomia oraria. Ne saranno riportante soltanto due per semplicità in quanto diverse trattazioni prevedono diversi modi di operare e unità di misura.
Massima autonomia oraria per motori a elica
- {\displaystyle MAO=1,567\times \eta _{e}\times \eta _{r}\times {\left({E{\sqrt {C}}_{p}}\right)_{max} \over c_{s}}\times {\frac {\sqrt {\delta }}{\sqrt {\frac {Q_{i}}{S}}}}\times \left({\sqrt {\frac {Q_{i}}{Q_{f}}}}-1\right)\,[h]}
- {\displaystyle MAO=1,566\times {\frac {\eta _{tot}}{c_{s}\,\left[{\frac {N}{kWh}}\right]}}\times {\sqrt {\delta }}\times {\frac {1}{\sqrt {\frac {Q}{S}}}}\times \left({E{\sqrt {C_{p}}}}\right)_{max}\times \left[{\sqrt {\frac {Q}{Q-G}}}-1\right]\,[h]}

Dalle formule sopracitate si capisce che la massima autonomia oraria si ha in corrispondenza dell'assetto di volo {\displaystyle \left({E{\sqrt {C_{p}}}}\right)_{max}} e volando anche a bassa quota.
Non solo, l'autonomia oraria aumenta se il velivolo ha un basso carico alare, un motore con un basso consumo specifico, un'elica ad elevato rendimento (rotore compreso se presente) e un elevato carico di carburante.
Massima autonomia oraria per motori a getto
- {\displaystyle MAO={\frac {E_{max}}{c_{s}}}\times \ln {\frac {Q_{i}}{Q_{f}}}\,[h]}
- {\displaystyle MAO=2,3\times {\frac {E_{max}}{c_{s}\,\left[{\frac {N}{Nh}}\right]}}\times \log {\frac {Q}{Q-G}}=2,3\times {\frac {{E}_{max}}{c_{s}}}\times \log {\frac {1}{1-{\frac {G}{Q}}}}\,[h]}

Dalle formule sopracitate si capisce che la massima autonomia oraria si ha in corrispondenza dell'assetto legato all'efficienza massima {\displaystyle E_{max}}.